# David Bronstein
David Iónovitx Bronstein (en rus: Дави́д Ио́нович Бронште́йн), (nascut el 19 de febrer de 1924 a Bila Tserkva, prop de Kíiv, Ucraïna, mort el 5 de desembre de 2006 a Minsk) fou un conegut Gran Mestre i escriptor d'escacs jueu d'Ucraïna, que desenvolupà la major part de la seva carrera sota bandera soviètica. Va ser subcampió mundial el 1951, i és considerat, a banda d'un dels millors jugadors creatius de la història, un dels "campions sense corona" soviètics (grans jugadors que no van arribar a ser Campions del món) juntament amb Paul Keres i Víktor Kortxnoi. Molts comentaristes consideren que Keres fou el jugador més fort que mai va poder arribar a esdevenir Campió del món, potser només després de Víktor Kortxnoi. El 1950 fou un dels 27 primers jugadors guardonats al món amb el títol de Gran Mestre Internacional de la FIDE.

## Resultats destacats en competició
El 1945 va jugar al desè tauler de l'equip soviètic en el matx per ràdio per equips entre els Estats Units i l'URSS, vencent les seves dues partides contra Anthony Santasiere.
El seu primer èxit en un torneig de categoria internacional va arribar al Torneig Interzonal de Saltsjöbaden (1948), gràcies al qual es va classificar per al Torneig de Candidats del 1950 a Budapest. Al torneig de candidats, - el guanyador del qual havia de jugar el matx pel Campionat del món contra Mikhaïl Botvínnik - Bronstein empatà al primer lloc amb el seu compatriota i amic Issaak Boleslavski, i posteriorment el vencé en un matx de desempat a Moscou (+3 −2 =9).

### Campionat del món del 1951
El 1951 a Bronstein va disputar contra Mikhaïl Botvínnik (el campió regnant) un matx amb el Campionat del Món en joc, i va estar a punt d'aconseguir el títol, en empatar, amb el resultat de 12-12. D'acord amb les regles de la FIDE, en cas d'empat el campió retenia el títol. En aquell moment, Bronstein va ser anomenat, de broma, "Campió de mig món", després de l'empat.
El 1953 participà al Torneig de Candidats de Zuric, un dels torneigs més forts de la història, que serví per determinar l'aspirant al títol al Campionat del món de 1954, on hi fou 2n (el guanyador fou Vassili Smislov).
El 1956 participà en el Torneig de Candidats d'Amsterdam, per determinar l'aspirant al títol al Campionat del món de 1957, on hi acabà en 6a posició.

### Torneigs
En Bronstein va disputar molts torneigs de primera fila, i entre els que va guanyar, en destaquen els Campionats de l'URSS del 1948 (ex aequo amb Aleksandr Kótov) i el 1949 (ex aequo amb Vassili Smislov). Va guanyar també sis cops el Campionat de Moscou i va representar l'URSS en quatre Olimpíades d'escacs, els anys 1952, 1954, 1956 i 1958, a totes les quals l'URSS hi va guanyar la medalla d'or per equips, i a Bronstein hi va obtenir medalles (tres d'or i una de plata) per la seva actuació individual.

## Escriptor d'escacs
David Bronstein va escriure diversos llibres d'escacs i nombrosos articles. El més notable dels seus llibres és "El Torneig Internacional de Zuric 1953" (Zurich International Chess Tournament 1953), publicat el 1956, i que tingué un enorme èxit a l'URSS, amb nombroses reedicions. A partir de la seva traducció a l'anglès, el 1979, ha estat considerat un dels millors llibres d'escacs mai escrits.